# Stan (Lestkov)
Stan je malá vesnice, část obce Lestkov v okrese Tachov v Plzeňském kraji. Nachází se asi dva kilometry západně od Lestkova. V roce 2011 zde trvale žilo 22 obyvatel.
Stan leží v katastrálním území Stan u Lestkova o rozloze 5,3 km², ve kterém stávala také zaniklá osada Horní Víska.

## Historie
První písemná zmínka o vesnici pochází z roku 1355.

## Obyvatelstvo
Při sčítání lidu v roce 1921 zde žilo 191 obyvatel (z toho 97 mužů) německé národnosti a římskokatolického vyznání. Podle sčítání lidu z roku 1930 měla vesnice 181 obyvatel se stejnou národnostní i náboženskou strukturou.
| Rok            | 1869 | 1880 | 1890 | 1900 | 1910 | 1921 | 1930 | 1950 | 1961 | 1970 | 1980 | 1991 | 2001 | 2011 | 2021 |
| -------------- | ---- | ---- | ---- | ---- | ---- | ---- | ---- | ---- | ---- | ---- | ---- | ---- | ---- | ---- | ---- |
| Počet obyvatel | 207  | 197  | 205  | 215  | 233  | 245  | 224  | 91   | 84   | 58   | 42   | 29   | 29   | 22   | 22   |
| Počet domů     | 36   | 36   | 37   | 37   | 38   | 38   | 41   | 26   | 45   | 16   | 14   | 16   | 13   | 15   | 15   |

## Obecní správa
Při sčítání lidu v letech 1850–1963 Stan byl samostatnou obcí v okrese Teplá, v letech 1900–1930 v okrese Planá a v roce 1950 v okrese Mariánské Lázně. Od roku 1964 je částí obce Lestkov v okrese Tachov. V letech 1950–1963 k obci patřil Kořen.

## Pamětihodnosti
- Jeřáb muk u Kosího potoka, památný strom v údolí potoka u Českého mlýna

## Další fotografie

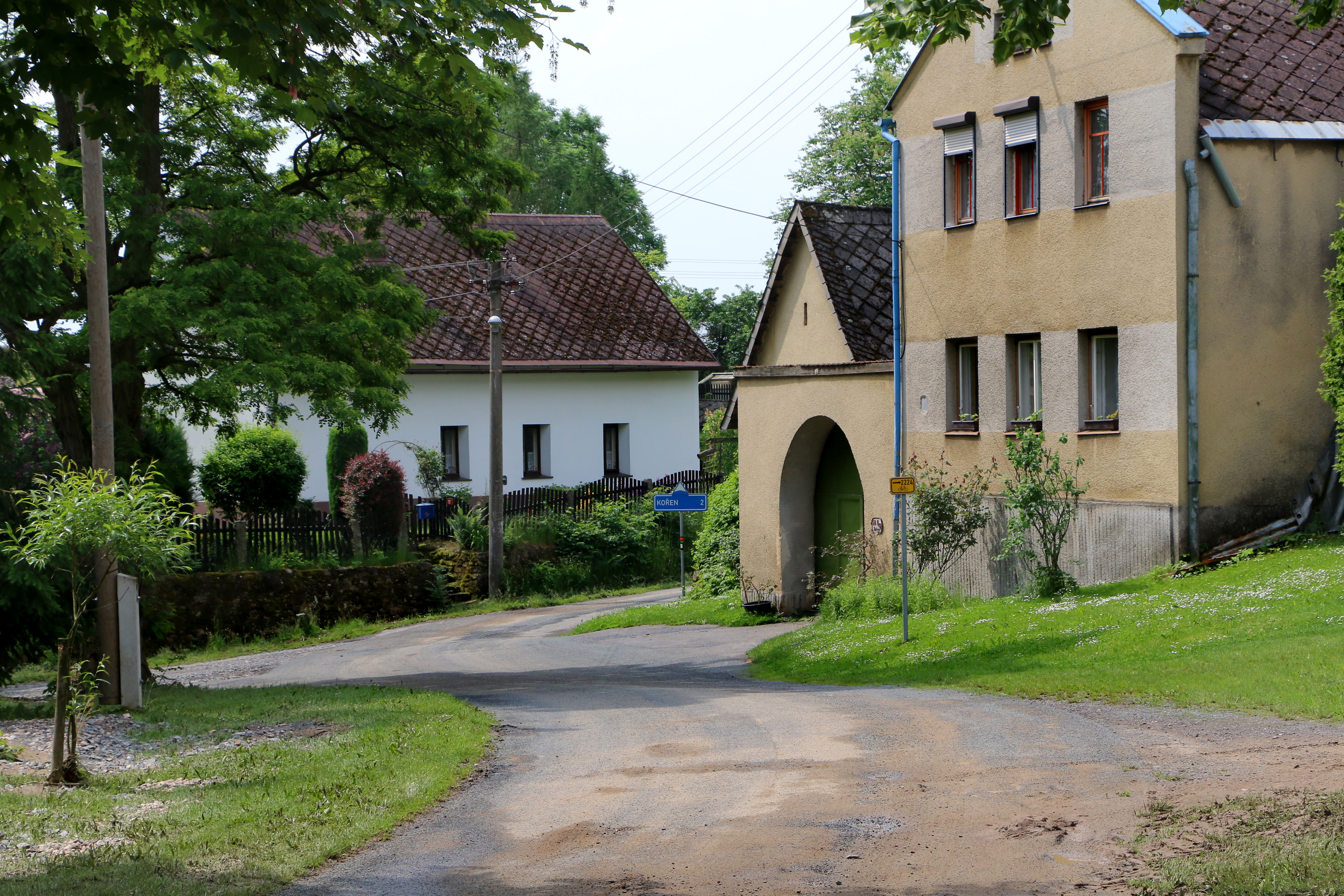
Silnice na jih
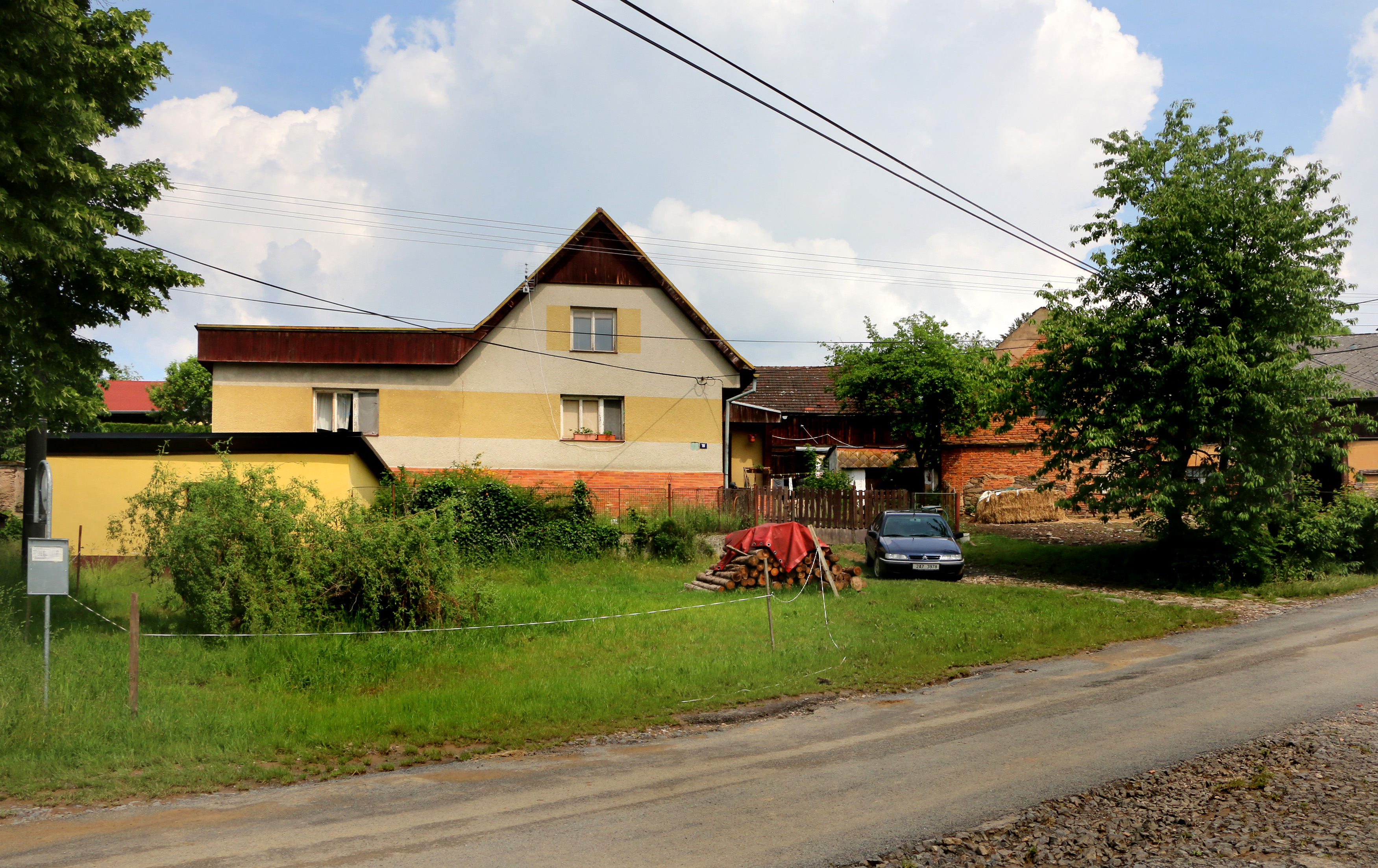
Severní část návsi
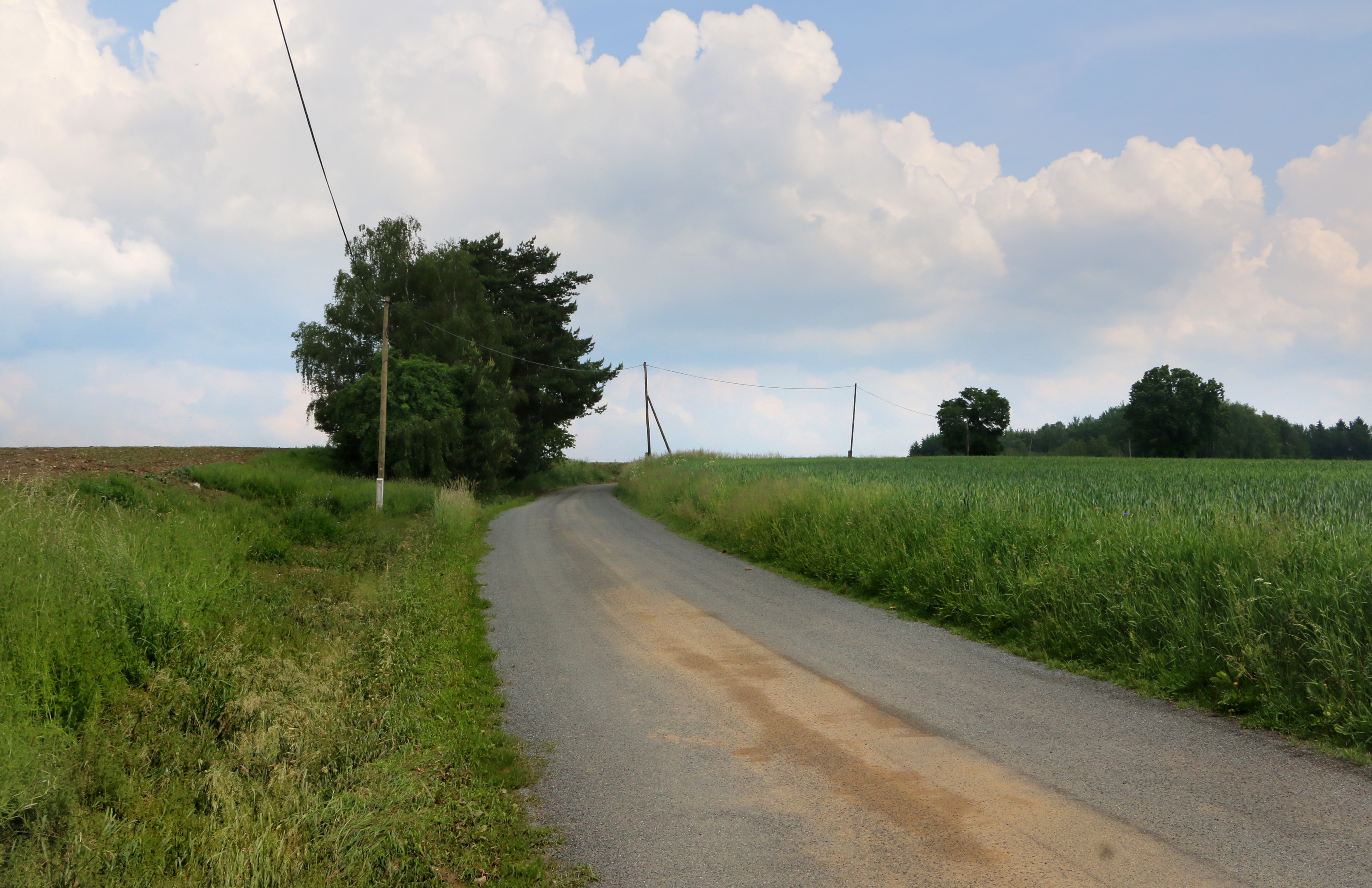
Silnice k Lestkovu